# Antignana
Antignana (in croato Tinjan) è un comune croato situato nell'entroterra dell'Istria. Secondo il censimento del 2011 conta circa 1 672 abitanti.

## Geografia
Antignana è situata nell'Istria centrale e si trova a 21 km da Parenzo e a 12 da Pisino. Il capoluogo è sito in posizione panoramica, su un poggio a ridosso della Draga o Vallone, la profonda e lunga depressione che fende il territorio istriano, fino a trasformarsi nell'ultimo tratto nel Canale di Leme che sfocia in Adriatico.

## Monumenti e luoghi d'interesse
- Chiesa dei SS. Simone e Giuda Taddeo, costruita tra il 1755 ed il 1762.

## Società

### Etnie e minoranze straniere
Il censimento austriaco del 1910 riporta per il comune una popolazione di 4100 croati, 84 italiani, 16 sloveni e 4 tedeschi, mentre quello italiano del 1921 riporta 3865 croati (di cui 2020 parlanti anche l'italiano), 352 italiani ed 1 sloveno. L'istro-veneto, era conosciuto ed utilizzato in famiglia, nei commerci, nella cultura, nella pubblica amministrazione e nei rapporti con le città di tutta la penisola istriana.

### La presenza autoctona di italiani
È presente una piccola comunità di italiani autoctoni che rappresentano una minoranza residuale di quelle popolazioni italofone che abitarono per secoli la penisola dell'Istria e le coste e le isole del Quarnaro e della Dalmazia, territori che appartennero alla Repubblica di Venezia. La presenza degli italiani ad Antignana è drasticamente diminuita in seguito all'esodo giuliano dalmata, che avvenne dopo la seconda guerra mondiale e che fu anche cagionato dai "massacri delle foibe".

### Lingue e dialetti
| %      | Ripartizione linguistica (gruppi principali) |
| ------ | -------------------------------------------- |
| 98,59% | madrelingua croata                           |
| 0,79%  | madrelingua italiana                         |

| %      | Ripartizione linguistica (gruppi principali) |
| ------ | -------------------------------------------- |
| 97,68% | madrelingua croata                           |
| 1,01%  | madrelingua italiana                         |

## Cultura

### Tradizioni
La frazione di Corridico è famosa per essere il paese di un vampiro istriano: Jure Grando. Difatti, come narra Johann Weichart Valvasor, nel 1672, gli abitanti del villaggio, convinti che le strane morti che stavano colpendo i propri familiari fossero dovute al defunto stregone Jure Grando, trasformatosi in vampiro, ne scoperchiarono la tomba e conficcarono un paletto nel suo cadavere.
Antignana è considerata oggi la "capitale del prosciutto istriano", essendo una delle principali aree di produzione di questo rinomato prodotto della gastronomia regionale, ed ospita un'annuale Fiera Internazionale del Prosciutto.
==Località==
Il comune di Antignana è diviso in 8 insediamenti (naselja):
| - Antignana (Tinjan), sede comunale - Bercici (Brčići) - Brecovici o Brecevici (Brečevići) - Corridico (Kringa) | - Iacovici o Jacovici (Jakovići) - Montreo (Muntrilj) - Radetici (Radetići) - Zusi (Žužići) |

Altre località del comune di Antignana: Bassi (Bašići), Clistici (Hlistići), Grimani (Grimani), Grintavizza (Grintavica), Ivetici (Ivetići), Jaconzi (Jakonci), Jeseni (Ježenj), Milinchi (Milinki), Milocanici (Milohanići), Milotici (Milotići), Paizi (Pajci),  Peliachi (Peliaki), Ruschi o Ruzzi (Ruhci), Serbignaco (Srbinjak), Surani o Villa Surani (Šurani).